# .fm
.fmは国別コードトップレベルドメイン (ccTLD)の一つで、ミクロネシア連邦に割り当てられている。
.com.fm、.net.fm、.org.fmなどの予約されたものを除いては、誰でも.fmドメインに属するセカンドレベルドメインの取得が可能である。取得の際に支払われる登録料の一部は、ミクロネシア連邦の収入となる。
.fmドメインは、その“FM”がラジオ放送の一種である超短波放送を指す略語のイメージがかなり強いこともあり、世界中にあるFMラジオ局が保有するドメイン名での利用が主である。それと同様に、Last.fmのように、音楽に関連するウェブサイトのドメインとしても使われる（ドメインハックの一種）。同様に使われるccTLDとして、.am、.tv、.cd、.muが挙げられる。